# Evgeniy Sadovyy
Ievgueni Viktorovitch Sadovy (en russe : Евгений Викторович Садовый, en anglais : Yevgeny Sadovy ; né le 19 janvier 1973 à Voljski), est un nageur russe.

## Biographie
Sadovy a commencé à nager à l'âge de six ans. En 1981, sa famille s'installe à Volgograd et, deux ans plus tard, le jeune Yevgeny s'entraîne dans le but de participer à des compétitions internationales.
En 1991, aux Championnats d'Europe à Athènes, il remporte la médaille d'or du 400 m nage libre et celle du relais 4 × 200 m nage libre.
En 1992, aux Jeux olympiques de Barcelone, Sadovy, âgé de 19 ans, remporte trois médailles d'or et bat deux records du monde (celui du 400 m nage libre et, avec l'équipe de Russie, celui du relais 4 × 200 m nage libre).
Consécutivement à ses succès lors de ces jeux, le mensuel Swimming World Magazine lui décerne le titre de nageur de l'année.
En 1993, aux Championnats d'Europe à Sheffield, il termine deuxième du 200 m nage libre mais remporte, avec l'équipe de Russie, la médaille d'or des deux relais 4 × 100 m et 4 × 200 m nage libre.
Il met fin à sa carrière sportive en septembre 1996.

## Palmarès

### Jeux olympiques d'été
- Jeux olympiques d'été de 1992 à Barcelone  Espagne
  -  médaille d'or du 200 m nage libre (Temps : 1 min 46 s 70)
  -  médaille d'or du 400 m nage libre (Temps : 3 min 45 s 00)
  -  médaille d'or du relais 4 × 200 m nage libre (Temps : 7 min 11 s 95) (Dmitriy Lepiko~Vladimir Pyshnenko~Venyamin Tayanovich~Ievgueni Sadovy)

### Championnats d'Europe
- Championnats d'Europe 1991 à Athènes ( Grèce) :
  -  médaille d'or du 400 m nage libre (3 min 49 s 02) ;
  -  médaille d'or du relais 4 × 200 m nage libre (7 min 15 s 96) (Dmitri Lepikov~Vladimir Pyshnenko~Venyamin Tayanovich~Ievgueni Sadovy).
- Championnats d'Europe 1993 à Sheffield ( Angleterre) :
  -  médaille d'or du relais 4 × 100 m nage libre (3 min 18 s 80) (Vladimir Predkin~Vladimir Pychnenko~Ievgueni Sadovy~Aleksandr Popov) ;
  -  médaille d'or du relais 4 × 200 m nage libre (7 min 15 s 84) (Sergey Lepikov~Vladimir Pychnenko~Yuri Mukin~Ievgueni Sadovy).
  -  médaille d'argent du 200 m nage libre (1 min 47 s 25).

## Records

### Grand bassin (50 m)
- record du monde du 400 m nage libre, en 3 min 45 s 00, le 29 juillet 1992 à Barcelone.